# Google Finance
Google Financeは、Googleが提供する、証券の株価、チャート、金融ニュースをリアルタイムで閲覧できるサービス。

## 歴史
2006年3月21日にサービス開始。